# نيك كير
نيك كير (بالإنجليزية: Nick Keir)‏ هو كاتب أغاني ومغني بريطاني، ولد في 14 مارس 1953، وتوفي في 2 يونيو 2013.